# Julio Hernando García Peláez
Julio Hernando García Peláez (Anserma, 26 de julho de 1958) é um clérigo colombiano e bispo católico romano de Garagoa.
O Papa João Paulo II o ordenou sacerdote em 2 de junho de 1985.
Em 11 de fevereiro de 2005, o Papa o nomeou Bispo Titular de Bida e Bispo Auxiliar de Cali. A ordenação episcopal doou-lhe o cardeal prefeito da Congregação para o Clero, Darío Castrillón Hoyos, em 2 de abril do mesmo ano; Os co-consagradores foram Tulio Duque Gutiérrez SDS, Bispo de Pereira, e Juan Francisco Sarasti Jaramillo CIM, Arcebispo de Cali.
Em 5 de junho de 2010 foi nomeado pelo Papa Bento XVI bispo de Istmina-Tadó com posse em 24 de julho do mesmo ano.
O Papa Francisco o nomeou Bispo de Garagoa em 15 de junho de 2017, com posse em 8 de julho do mesmo ano.